# Варлаам Новгородський
Варлаам Новгородський (у миру Василь Новгородський; 12 квітня 1872, Тульська губернія — не раніше 1920) — випускник Київської духовної академії, інспектор Холмської духовної семінарії, ректор Катеринославської духовної семінарії, єпископ Відомства православного сповідання Російської імперії.

## Біографія
Народився у сім'ї псаломщика. Після закінчення у 1891 році Тульської духовної семінарії служив учителем в церковно-приходській школі в селі Новгородському Богородицького повіту.
1 жовтня 1892 року висвячений на священника до церкви села Рудіна Бєлевського повіту.
Овдовівши, поступив 7 лютого 1902 року у Бєлевський Преображенський монастир. Служив законовчителем в псаломщицькій школі при монастирі, був духівником Бєлевського єпархіального жіночого училища.
У 1903 році вступив до Київської духовної академії, яку закінчив у 1907 році зі ступенем кандидата богослов'я за твір «Ідеали, їх походження, значний вміст і здійснення».
21 листопада 1904 року пострижений у чернецтво.
З 7 вересня 1907 року — викладач гомілетики і з'єднаних предметів в Тифліській духовній семінарії.
З 15 червня по 20 липня 1909 року — інспектор Холмської духовної семінарії.
З квітня 1911 року — ректор Холмської духовної семінарії з возведенням в сан архімандрита.
У 1911–1914 роки — редактор «Холмського церковного життя» і «Холмського народного листка».
У 1913 році затверджений головою Холмського Єпархіального управління.
9 вересня 1913 року затверджений на посаді голови училищної Ради.
З 1914 року — ректор Катеринославської духовної семінарії.
З 1915 року — ректор в Оренбурзькій духовній семінарії.
У 1916–1917 роки — редактор «Оренбурзьких Єпархіальних Відомостей».

### Архиєрейство
11 травня 1919 року за постановою Вищого Тимчасового Церковного Управління та за згодою Верховного правителя Російської держави адмірала А. В. Колчака визначений для хіротонії в єпископа Солікамського, вікарія Пермської єпархії. Хіротонізований 15 червня 1919 року в Омську.
20 жовтня 1919 року Варлааму було доручене тимчасове управління Пермською єпархією.
Згадується єпископом Солікамським до 1920 року. Відомостей про його подальшу долю немає.